# Dilectissima Nobis
Dilectissima Nobis é uma encíclica de Pio XI, datada de 3 de junho de 1933, publicada na Acta Apostolicae Sedis (vol. XXV, pp. 261-287) em latim e em espanhol, tratando sobre a situação injusta criada para a Igreja Católica na Espanha.

## Conteúdo

### Introdução
Começa o papa a encíclica demonstrando seu amor por Espanha e a dor pela situação que a Igreja enfrenta naquele país:

Desde sempre, a nobre nação espanhola Nos foi sumamente amada por seus insignes méritos para com a fé católica e a civilização cristã, por sua tradicional e ardentíssima devoção a esta Santa Sé Apostólica e por suas grandes instituições e obras de apostolado, pois tem sido mãe fecunda de santos, de missionários e de fundadores de ínclitas ordens religiosas, glória e sustento da Igreja de Deus. E precisamente porque a glória da Espanha está tão intimamente unida com a religião católica, Nos sentimos duplamente entristecidos ao testemunhar as deploráveis tentativas que, desde há algum tempo, estão se reiterando para arrancar a esta nação tão querida a fé tradicional, os mais belos títulos de grandeza nacional.— Inicio da Encíclica
Diante desses fatos, por meio do Núncio, insistiu-se junto ao governo que essas atitudes são incompatíveis com a concordância de espírito indispensável para a prosperidade de uma nação. A Lei de Confissões e Congregações Religiosas, recentemente aprovada, representa uma nova ofensa à religião, à Igreja e à liberdade civil sobre a qual se declara fundamentar o novo regime espanhol. Estes são os motivos que originam esta encíclica, sem que seja inspirada por aversão contra a nova forma de governo, pois nada tem a Igreja contra a forma republicana, como demonstram as numerosas concordatas firmados com as repúblicas que, após a Guerra Mundial, substituíram na Europa os anteriores regimes monárquicos.
Não pode, pois, justificar-se, como se tem tentado, a nova lei na necessidade de defender a república, pois tanto a hierarquia como os católicos leigos, ou seja, a maioria do povo espanhol, estiveram afastados de atos de violência e qualquer tipo de desordem, aceitando o poder constituído.

Tão evidente aparece por tudo o que foi dito a inconsistência do motivo aduzido, que dá direito a atribuir a perseguição movida contra a Igreja na Espanha, mais que à incompreensão da fé católica e de suas benéficas instituições, ao ódio que “contra o Senhor e contra seu Cristo” fomentam seitas subversivas de toda ordem religiosa e social, como por desgracia vemos que acontece no «México» e na «União Soviética».— Encíclica Dilectissima Nobis, AAS vol. XXV, p. 264/277

### Agravos da lei de confissões e congregações religiosas
A lei reafirma a separação do Estado e da Igreja, tal como já estabelece a nova Constituição Espanhola, mas aos danos que para a sociedade supõe essa afirmação se acrescenta o modo hostil com que a lei de confissões e congregações religiosas entende essa separação, chegando a negar à Igreja o direito comum e a liberdade que se promete e assegura para todos os cidadãos. Dessa forma, enquanto todas as opiniões

têm amplo campo para se manifestar, apenas a religião católica, religião da quase totalidade dos cidadãos, vê que é vigiada odiosamente na educação, e que se impõem obstáculos às escolas e outras instituições suas, tão beneméritas da ciência e da cultura espanhola. O mesmo exercício do culto católico, ainda em suas manifestações mais essenciais e tradicionais, não está isento de limitações, como a assistência religiosa nos institutos dependentes do Estado; as procissões religiosas, as quais necessitarão de autorização especial governamental em cada caso; a mesma administração dos Sacramentos aos moribundos, e os funerais aos falecidos.— Encíclica Dilectissima Nobis, AAS vol. XXV, p. 266/279
Além disso, a faculdade de possuir é retirada da Igreja, por um lado declarando de “propriedade pública nacional” todos os bens - móveis e imóveis - de que dispunha, permitindo apenas - como uma concessão graciosa, sujeita a numerosos controles - o uso dos edifícios que se destinam ao culto, que, além disso - embora não sejam reconhecidos como de sua propriedade - estarão sujeitos às tributações inerentes ao uso dos mesmos. Por outro lado, os bens que a Igreja possa adquirir no futuro só poderão ser mantidos na quantidade necessária para o serviço religioso.

Dessa forma, obriga-se a Igreja a submeter ao exame do poder civil suas necessidades para o cumprimento de sua divina missão, e o Estado laico se ergue como juiz absoluto do que é necessário para as funções meramente espirituais; e assim pode-se temer que tal julgamento estará em consonância com o laicismo que tentam a lei e seus autores.— Encíclica Dilectissima Nobis, AAS vol. XXV, p. 267/280
A esses agravos se acrescenta a eliminação da atribuição ao clero que o Estado vinha satisfazendo em cumprimento de compromissos concordatários que não foram feitos por uma concessão gratuita, mas a título de indenizações por bens usurpados à Igreja. A isso se une que as Congregações ficam privadas do direito à educação e de qualquer atividade com a qual pudessem sustentar-se; mas, além disso, essas disposições
lançam sobre elas a injuriosa suspeita de que possam exercer uma atividade política perigosa para a segurança do Estado, e com isso se estimulam as paixões hostis da plebe a toda sorte de denúncias e perseguições: via fácil e expedita para persegui-las de novo com odiosas vexações.— Encíclica Dilectissima Nobis, AAS vol. XXV, p. 268-269/282
O papa, após lamentar a expulsão da Companhia de Jesus, faz notar a ofensa que isso significa para o sumo pontífice, ao argumentar que a obediência da Companhia ao papa implica submeter-se a uma autoridade diferente da legítima do Estado; como se a autoridade do sumo pontífice, que lhe foi conferida pelo mesmo Jesus Cristo, pudesse impedir ou diminuir o reconhecimento das legítimas autoridades humanas, ou como se esse poder espiritual e sobrenatural estivesse em oposição com o do Estado.Por tudo isso

Diante de uma lei tão lesiva dos direitos e liberdades eclesiásticas, direitos que devemos defender e conservar em toda a sua integridade, acreditamos ser dever preciso de Nosso Apostólico Ministério reprovar e condenar a mesma. Por conseguinte, Nós protestamos solenemente e com todas as Nossas forças contra a mesma lei, declarando que esta não poderá nunca ser invocada contra os direitos imprescritíveis da Igreja.— Encíclica Dilectissima Nobis, AAS vol. XXV, p. 272/285

### Atitude que o papa espera dos católicos espanhóis
O papa termina, alentando os católicos da Espanha a que

Penetrados da injustiça e do dano de tais medidas, utilizem todos os meios legítimos que por direito natural e por disposições legais ficam ao seu alcance, a fim de induzir os mesmos legisladores a reformar disposições tão contrárias aos direitos de todo cidadão e tão hostis à Igreja, substituindo-as por outras que sejam conciliáveis com a consciência católica— Encíclica Dilectissima Nobis, AAS vol. XXV, p. 272/285
Dessa forma, diante da ameaça dos danos que supõe a aplicação desta lei, pede que

deixem de lado os lamentos e recriminações, e subordinando ao bem comum da pátria e da religião todo outro ideal, unam-se todos disciplinados para a defesa da fé e para afastar os perigos que ameaçam a mesma sociedade civil.
 De um modo especial, convidamos todos os fiéis a que se unam na Ação Católica, tantas vezes por Nós recomendada; a qual, mesmo sem constituir um partido, deve estar fora e acima de todos os partidos políticos, servirá para formar a consciência dos católicos, iluminando-a e fortalecendo-a na defesa da fé contra toda classe de insídias.— Encíclica Dilectissima Nobis, AAS vol. XXV, p. 273/286
Conclui a encíclica confiando que a oração de tantos bons filhos, sobretudo no Ano Santo da Redenção que se está celebrando, seja acolhida benignamente por Deus; e nessa confiança transmitir a toda a Nação Espanhola a Bênção Apostólica.